# Il tramonto
Il tramonto è un dipinto di Caspar David Friedrich del 1830-1835.

## L'opera
L'opera mostra due uomini che osservano dall'alto un paesaggio di mare nel momento del tramonto. In quest'opera, come in molte altre, Friedrich dipinge le figure di spalle in modo che essi osservino lo stesso paesaggio che guardiamo noi come spettatori, dal nostro stesso punto di vista.
I due viandanti, entrambi vestiti con il costume tradizionale tedesco, ci appaiono simili, a rappresentare l'esperienza comune che stanno vivendo. Giunti al termine del loro cammino, osservano, rapiti e immobili, la natura e lo spazio profondo che si apre ai loro occhi. La loro immagine costituisce, nel dipinto, l'elemento d'unione fra la terra, il mare e il cielo.
Nel dipinto i personaggi raffigurati si immergono nella contemplazione del paesaggio verso cui sono rivolti e da cui sono attratti. Si tratta però di un paesaggio che si mostra al loro sguardo ma che essi, almeno nella loro dimensione terrena, possono solo ammirare senza raggiungerlo fisicamente. Il sentiero che loro hanno percorso, visibile sulla destra del dipinto, si conclude infatti nel punto in cui essi si sono fermati.
L'opera suggerisce dunque un grande senso di malinconia, tuttavia l'intera composizione e, in particolare, la luce del crepuscolo lasciano intendere anche la possibilità di un'altra vita dopo la morte, di una fusione dell'uomo con la natura.